# Stříbrské vodopády
Stříbrské vodopády (także: Stříbrský vodopád) – zespół naturalnych wodospadów i kaskad na Těchlovickým potoku, lewym dopływie rzeki Mže w czeskim mieście Stříbro (kraj pilzneński).

## Charakterystyka
Wodospady znajdują się na północny wschód od historycznego centrum miasta, w pobliskim parku, do którego prowadzą szlaki turystyczne z rynku. Kolejno od góry zespół składa się z:
- wodospadu głównego na łupkach fyllitowych o wysokości 2,3 metra, przepływie 30 l/s, nachyleniu 45°, położeniu 365 m n.p.m.,
- szeregu mniejszych bystrzy i kaskad (sto metrów niżej),
- wąskiego skalnego wąwozu i systemu wodospadów oraz kaskad z początkowym wodospadem o wysokości dwóch metrów (czterdzieści metrów przed ujściem do Mže),
- dwumetrowego wodospadu (pięć metrów niżej),
- metrowej kaskady nieco niżej i dwóch dwumetrowych wodospadów i kaskady,
- kaskady o wysokości mniejszej niż metr kilka metrów niżej,
- ujścia do Mže (po dwudziestu metrach)[3].

Parametry systemu, nie licząc wodospadu głównego, przedstawiają się następująco: 
- wysokość: łącznie 6 metrów, najwyższy stopień 2 metry,
- przepływ: 30 l/s,
- nachylenie ogólne: 20°, najwyższe: 55°,
- położenie: 355 m n.p.m.
- skała: łupek fyllitowy[3].

## Turystyka
Nad głównym wodospadem przerzucona jest kładka dla pieszych (Svatováclavská lávka).
Na początku XX wieku wąwóz z wodospadami był popularnym celem wycieczek turystycznych. Teren wokół wodospadów był wówczas parkiem miejskim. Zbudowano wówczas drewnianą kładkę. W czasach powojennych całość podupadła i mocno zdziczała.
W pobliże wodospadów prowadzą szlaki piesze:
- niebieski (Svatojakubská cesta) z Kladrub do Pňovan, przez Svatováclavską lávkę,
- czerwony E6 ze Svojšína do Chotíkova, przy dolnych kaskadach,
- żółty ze Stříbra na Křížový vrch (472 m), przy dolnych kaskadach[4].